# Boubacar Traoré (cầu thủ bóng đá, sinh 2001)
Boubacar Traoré (sinh ngày 20 tháng 8 năm 2001) là một cầu thủ bóng đá chuyên nghiệp người Mali hiện đang thi đấu ở vị trí tiền vệ phòng ngự cho câu lạc bộ Wolverhampton Wanderers tại giải Ngoại hạng Anh và đội tuyển bóng đá quốc gia Mali.